# Kurzstiel-Sandwespe
Die Kurzstiel-Sandwespe  (Podalonia affinis) ist ein Hautflügler aus der Familie der Sphecidae. Die Art ist nicht gefährdet.

## Merkmale
Die Wespe erreicht eine Körperlänge von 13 bis 18 Millimetern, wobei die Männchen etwas kleiner als die Weibchen sind. Sie ähnelt in ihrem Aussehen den Sandwespen (Ammophila), hat aber einen weniger schlanken Körperbau und ein deutlich kürzeres Metasoma. Das Dorsalfeld des Propodeums ist unbehaart, was die Art von der ähnlichen Podalonia hirsuta unterscheidet. Podalonia alpina ist mit maximal 14 Millimetern Körperlänge deutlich kleiner.

## Vorkommen
Die Art ist in Mitteleuropa weit verbreitet, tritt aber nur lokal, wie etwa in der Norddeutschen Tiefebene, häufig auf. Sie besiedelt offene sandige Lebensräume. Die Tiere fliegen von Mai bis September, wobei der Höhepunkt ihres Auftretens im Juli und August liegt.

## Lebensweise
Die Kurzstiel-Sandwespe trägt in ihr Nest jeweils nur eine unterirdisch lebende Raupe von Eulenfalterarten ein. Diese ist um einiges größer als die Wespe. Bevor das Weibchen mit dem Nestbau beginnt, wird bereits wie bei den Wegwespen nach Beute Ausschau gehalten. Das Opfer wird ausgegraben und mit einem Stich gelähmt, maximal nur einen Meter weit abtransportiert und an einem exponierten Platz, wie etwa einem Grasbüschel, abgelegt. Anschließend wird das Nest gegraben, wobei der Sand zu Fuß oder im Flug abtransportiert und an unterschiedlichen Stellen abgelagert wird, sodass kein Haufen entsteht. Schließlich wird die Raupe vor dem Nesteingang abgelegt, und das Wespenweibchen betritt das Nest, um die Raupe nach innen zu zerren. Gelegentlich wird von der Reihenfolge dieses Verhaltens abgewichen, und ein Weibchen gräbt das Nest bereits, bevor ein geeigneter Wirt erlegt wurde.

## Belege